# Traminda glauca
Traminda glauca là một loài bướm đêm trong họ Geometridae.